# Natalie Portman

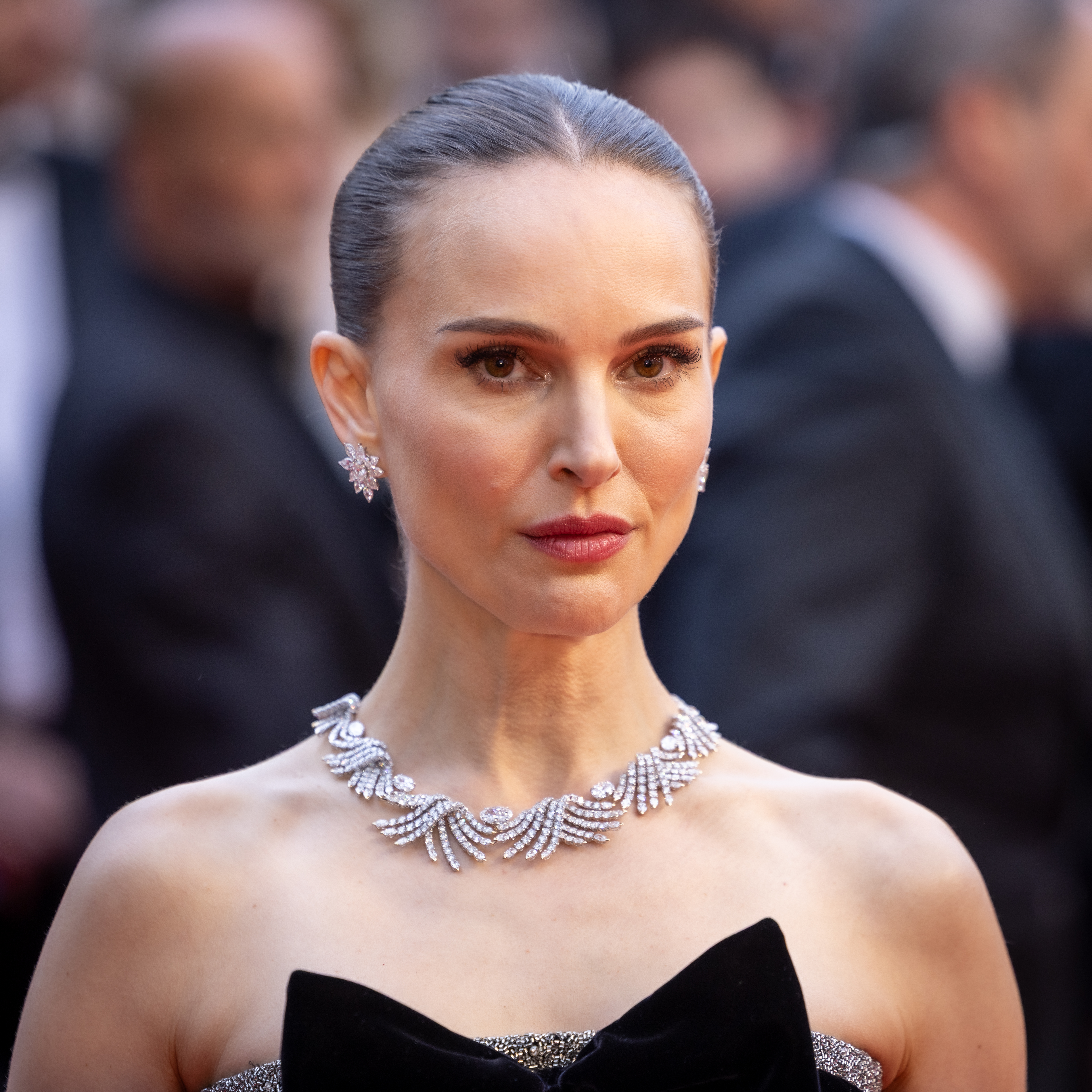
Natalie Portman beim Filmfestival von Cannes 2025

Natalie Portman (* 9. Juni 1981 in Jerusalem; hebräisch נטלי פורטמן, eigentlich Natalie Hershlag, hebräisch נטע-לי הרשלג) ist eine israelisch-US-amerikanische Schauspielerin, Regisseurin und Filmproduzentin. Bekannt wurde die damals 12-Jährige durch den Film Léon – Der Profi. Es folgten Filme wie Heat, Star Wars und V wie Vendetta. 2011 erhielt sie für ihre Hauptrolle in Black Swan den Oscar und den Golden Globe Award.

## Leben

### Herkunft und Ausbildung
Natalie Portman ist das einzige Kind ihres israelischen Vaters, des Arztes Avner Hershlag, und ihrer jüdisch-amerikanischen Mutter, geborene Shelley Stevens, die ihre Agentin wurde. Ihre Großeltern mütterlicherseits, Bernice (geborene Hurwitz; 1925–2014) und Arthur Stevens, dessen richtiger Familienname Edelstein war, kamen ursprünglich aus Russland und Österreich und emigrierten in den 1930er Jahren in die Vereinigten Staaten von Amerika. Natalies Großeltern väterlicherseits, Mania (geborene Portman) und Zvi Yehuda Hershlag, waren jüdische Immigranten aus Polen. Zvi wurde 1914 in Polen geboren, emigrierte 1938 nach Palästina und wurde dort Wirtschaftsprofessor. Seine Eltern wurden in Auschwitz ermordet. Eine von Natalies Urgroßmüttern väterlicherseits wurde in Rumänien geboren und war während des Zweiten Weltkriegs als Spionin für die Briten tätig. Nachdem ihr Vater eine Anstellung in den USA gefunden hatte, zogen die Eltern mit der dreijährigen Tochter nach Maryland. In den folgenden Jahren wechselte die Familie, bedingt durch den Beruf des Vaters, mehrmals den Wohnort, unter anderem lebte sie in Washington, D.C., New Haven und New York, wo Portman im Viertel SoHo, einem Stadtteil von Manhattan, eine Wohnung besitzt.
Während Portman in Washington, D.C. lebte, ging sie auf die jüdische Charles-E.-Smith-Tagesschule in Rockville, Maryland, nach dem Umzug nach Long Island auf die Solomon-Schlechter-Tagesschule in Jericho, New York. Sie machte ihren Abschluss auf der Syosset High School in Syosset auf Long Island im Jahr 1999. Als Schülerin an der High School erreichte Portman das Halbfinale der Intel International Science and Engineering Fair und die Publikation ihrer Arbeit im Journal of Chemical Education.
Portman studierte Psychologie an der Harvard University und schloss dieses Studium 2003 mit einem Bachelor ab. Sie wirkte dabei auch an einer kognitionspsychologischen Publikation über kognitive Prozesse des Frontallappens von Säuglingen mit. Während sie auf die Harvard University ging, wurde Portman die Assistentin von Alan M. Dershowitz und trug erheblich zu seinem Buch The Case for Israel bei. Während ihres Studiums wohnte sie im Lowell House der Universität.
2004 kehrte Portman nach Israel zurück und nahm dort an verschiedenen Kursen an der Hebräischen Universität von Jerusalem teil.

### Film und Theater

Natalie Portman (2005)

Im Alter von elf Jahren wurde Portman in einer Pizzeria entdeckt. Man bot ihr unter anderem einen Model-Job für Revlon an, den sie mit Hinblick auf eine Schauspielkarriere ablehnte. Dabei nahm sie den Geburtsnamen ihrer Großmutter als Künstlernamen an. Für die Rolle der Mathilda im 1994 erschienenen Film Léon – Der Profi setzte sie sich unter 2000 Bewerberinnen durch. Mit dieser Hauptrolle gelang ihr der Durchbruch. Als erfolgreiche Jungschauspielerin spielte sie daraufhin im Jahr 1996 unter anderem in Tim Burtons Mars Attacks! und Woody Allens Musicalfilm Alle sagen: I love you mit. Für Letzteren wurde sie für einen YoungStar Award nominiert.
Um 1997 beim Theaterstück Das Tagebuch der Anne Frank am Broadway mitzuwirken, zog sie sich kurzzeitig vom Film zurück, gab die Rolle im Mai 1998 aber wieder auf. Es folgte das unter der Regie von Wayne Wang entstandene Filmdrama Überall, nur nicht hier, in dem sie an der Seite von Susan Sarandon spielte. Für die Rolle wurde sie im Jahr 2000 für den Golden Globe Award als Beste Nebendarstellerin und für den Young Artist Award nominiert.
Zu ihren bekanntesten Rollen gehört die der Padmé Amidala, Königin, später Senatorin von Naboo, in der international erfolgreichen Star-Wars-Filmreihe. Im Mai 1999 wurde der erste Teil, Star Wars: Episode I – Die dunkle Bedrohung, veröffentlicht. Die zwei anderen Teile folgten 2002 mit Star Wars: Episode II – Angriff der Klonkrieger und 2005 mit Star Wars: Episode III – Die Rache der Sith.
Von Juni bis August 2001 war Portman erneut am Theater zu sehen. Die Produktion Die Möwe nach einem Bühnenstück von Anton Tschechow, in der auch Meryl Streep und Kevin Kline mitspielten, wurde am Delacorte Theater im New Yorker Central Park ein Publikumserfolg.
2004 erschien Mike Nichols’ Film Hautnah, in dem sie neben Julia Roberts, Jude Law und Clive Owen eine junge Frau spielt, die ihren Platz im Leben sucht. Für diesen Film gewann sie den Golden Globe Award und war bei der Oscarverleihung 2005 als Beste Nebendarstellerin nominiert. Ebenfalls 2004 verkörperte sie die aufgedrehte und unordentliche Sam in der Independentproduktion Garden State und spielte 2005 die Hauptrolle in der Comicverfilmung V wie Vendetta, für die sie sich den Kopf kahlrasieren ließ. 2008 besuchte sie die Berlinale, um ihren Film Die Schwester der Königin zu präsentieren.
2008 wurde Portman in die Wettbewerbsjury der 61. Filmfestspiele von Cannes berufen.
2010 begannen die Dreharbeiten zu Darren Aronofskys Black Swan (2010). In dem Psychothriller war Portman in der Titelrolle einer ehrgeizigen Balletttänzerin zu sehen, die ihr zahlreiche Filmpreise sowie ihren zweiten Golden Globe Award und einen Oscar einbrachte. 2015 wurde ihre Verfilmung des autobiografischen Romans Eine Geschichte von Liebe und Finsternis von Amos Oz bei den Internationalen Filmfestspielen von Cannes erstmals gezeigt. 2016 übernahm sie in Pablo Larraíns Spielfilm Jackie: Die First Lady die Rolle der Präsidentengattin Jacqueline Kennedy, was Portman eine dritte Oscar-Nominierung einbrachte. Ferner ist sie seit ihrer Rolle der Jane Foster in der Comicverfilmung Thor (2011) Teil des Marvel Cinematic Universe. 2013 spielte sie in Thor – The Dark Kingdom mit, 2022 folgte Thor: Love and Thunder.
Als Produzentin war sie unter anderem an den Filmen Hesher – Der Rebell (2010), Jane Got a Gun (2016) und Stolz und Vorurteil und Zombies (2016) beteiligt.
In der deutschen Fassung ihrer Filme wird Portman seit 1996 größtenteils von Manja Doering synchronisiert. Ausnahmen bilden beispielsweise die Filme Hautnah (2004) und My Blueberry Nights (2007), in denen sie von Marie Bierstedt synchronisiert wurde.

### Engagement
Im März 2006 war Portman eine Gastrednerin an der Columbia University über das Thema Terror, wo sie auch über ihren Film V wie Vendetta sprach.
Am 21. Januar 2017 hielt Portman beim Women’s March in Los Angeles eine Rede; weitere Rednerinnen waren Scarlett Johansson, Eva Longoria, Viola Davis und Whoopi Goldberg.
Portman engagiert sich zudem für Tierrechte und den Veganismus. So hat sie im Jahre 2018 eine Dokumentarversion von Tiere essen (Eating Animals), basierend auf dem gleichnamigen Buch von Jonathan Safran Foer, produziert und die Dokumentation selbst eingesprochen. Sie wurde auf dem Telluride Film Festival erstmals gezeigt. Zudem unterstützt Natalie Portman das Jane Goodall Institut, welches sich für Menschenaffen einsetzt.
Ende Juni 2018 sollte Portman in Jerusalem den ihr zuerkannten Genesis-Preis für das Jahr 2018 entgegennehmen, wobei sie das Preisgeld (1 Million US-Dollar) für Frauenprojekte stiften wollte. Im April 2018 sagte Portman ihre Teilnahme an der geplanten Gala explizit „aus politischen Gründen“ ab. „Die jüngsten Ereignisse in Israel hat sie als extrem bedauerlich empfunden, und sie fühlt sich nicht wohl dabei, an einer öffentlichen Veranstaltung in Israel teilzunehmen“, schrieb ihr Management. Portman selbst erklärte, sie habe den Eindruck vermeiden wollen, dass sie den als Redner geladenen Ministerpräsidenten Benjamin Netanjahu unterstütze. In ihrer Mitteilung heißt es weiter: „Wie viele Israelis und Juden in aller Welt kann ich kritisch zur Führung Israels stehen, ohne die gesamte Nation boykottieren zu wollen.“

### Privates
Von 2003 bis 2004 war Portman mit dem mexikanischen Schauspieler Gael García Bernal liiert. Seit dem 4. August 2012 war sie mit dem Balletttänzer Benjamin Millepied verheiratet, den sie bei den Dreharbeiten zu Black Swan kennengelernt hat. Das Paar hat einen Sohn, der 2011 geboren wurde. Von Oktober 2014 bis August 2016 lebte die Familie in Paris. Im Februar 2017 kam ihre Tochter zur Welt. Portman trennte sich 2024 von Millepied, nachdem er im Sommer 2023 eine Affäre mit einer 25 Jahre alten Klimaschützerin gehabt haben soll. Die Scheidung wurde Anfang 2024 rechtskräftig.
2009 gab Portman bekannt, dass das Buch Tiere essen (Eating Animals) von Jonathan Safran Foer sie dazu gebracht habe, vom Vegetarismus – dem sie seit dem achten Lebensjahr anhing – zum Veganismus zu wechseln und von nun an auf jegliche Art tierischer Produkte zu verzichten.
Aufgrund ihrer zweisprachigen Erziehung spricht sie fließend Englisch und Neuhebräisch, außerdem Französisch.

## Filmografie (Auswahl)

### Als Schauspielerin
- 1994: Léon – Der Profi (Léon)
- 1995: Heat
- 1995: Developing (Kurzfilm)
- 1996: Beautiful Girls
- 1996: Alle sagen: I love you (Everyone says I love you)
- 1996: Mars Attacks!
- 1999: Star Wars: Episode I – Die dunkle Bedrohung (Star Wars: Episode I – The Phantom Menace)
- 1999: Überall, nur nicht hier (Anywhere But Here)
- 2000: Wo dein Herz schlägt (Where the Heart is)
- 2001: Zoolander
- 2002: Star Wars: Episode II – Angriff der Klonkrieger (Star Wars: Episode II – Attack of the Clones)
- 2003: Unterwegs nach Cold Mountain (Cold Mountain)
- 2004: Garden State
- 2004: True (Kurzfilm, später als Teil von Paris, je t’aime (2006) erneut veröffentlicht)
- 2004: Hautnah (Closer)
- 2005: Domino One
- 2005: Star Wars: Episode III – Die Rache der Sith (Star Wars: Episode III – Revenge of the Sith)
- 2005: Free Zone
- 2005: V wie Vendetta (V for Vendetta)
- 2006: Goyas Geister (Goya’s Ghosts / Los Fantasmas de Goya)
- 2007: My Blueberry Nights
- 2007: Mr. Magoriums Wunderladen (Mr. Magorium’s Wonder Emporium)
- 2007: Hotel Chevalier (Kurzfilm)
- 2007: Darjeeling Limited (The Darjeeling Limited)
- 2007, 2012: Die Simpsons (The Simpsons, Stimme von Darcy, zwei Folgen)
- 2008: Die Schwester der Königin (The Other Boleyn Girl)
- 2009: Brothers
- 2009: New York, I Love You
- 2009: The Other Woman (Love and Other Impossible Pursuits)
- 2010: Hesher – Der Rebell (Hesher)
- 2010: Black Swan
- 2010: I’m Still Here
- 2011: Freundschaft Plus (No Strings Attached)
- 2011: Your Highness
- 2011: Thor
- 2013: Thor – The Dark Kingdom (Thor: The Dark World)
- 2015: Knight of Cups
- 2015: Eine Geschichte von Liebe und Finsternis (סיפור על אהבה וחושך)
- 2015: Jane Got a Gun
- 2016: Jackie: Die First Lady (Jackie)
- 2016: Das Geheimnis der zwei Schwestern (Planetarium)
- 2017: Song to Song
- 2017: Angie Tribeca (Fernsehserie, Folge 3x05)
- 2017: The Heyday of the Insensitive Bastards
- 2018: Auslöschung (Annihilation)
- 2018: Tiere essen (Eating Animals, Dokumentarfilm; Erzählerin)
- 2018: Vox Lux
- 2018: This Changes Everything
- 2018: The Death and Life of John F. Donovan
- 2018: Delfine (Dolphin Reef, Dokumentarfilm, als Erzählerin)
- 2019: Avengers: Endgame (Archivmaterial mit neuem Dialog)
- 2019: Lucy in the Sky
- 2021: What If…? (Fernsehserie, Folge 1x07, Stimme)
- 2022: Thor: Love and Thunder
- 2023: May December
- 2024: Lady in the Lake (Miniserie)
- 2025: Fountain of Youth

Für Avengers: Endgame wurde nicht genutztes Filmmaterial aus Thor – The Dark Kingdom verwendet. Portman selbst sprach für den Film neue Dialogzeilen ein, welche an das Material angepasst wurden.

### Als Regisseurin
- 2008: Eve (Kurzfilm)
- 2009: New York, I Love You (Segment: Central Park)
- 2015: Eine Geschichte von Liebe und Finsternis (סיפור על אהבה וחושך)
- 2022: Rob & Jack Lahana: Haute Saison (Musikvideo)[34]

### Als Produzentin
- 2010: Hesher – Der Rebell (Hesher)
- 2015: Jane Got a Gun
- 2016: Stolz und Vorurteil und Zombies (Pride and Prejudice and Zombies)
- 2018: Tiere essen (Eating Animals, Dokumentarfilm)
- 2023: May December

## Theaterauftritte
- 1990: Ruthless (zusammen mit Britney Spears)
- 1997: Das Tagebuch der Anne Frank (zusammen mit Linda Lavin)
- 2001: Die Möwe (zusammen mit Meryl Streep)

## Auszeichnungen (Auswahl)

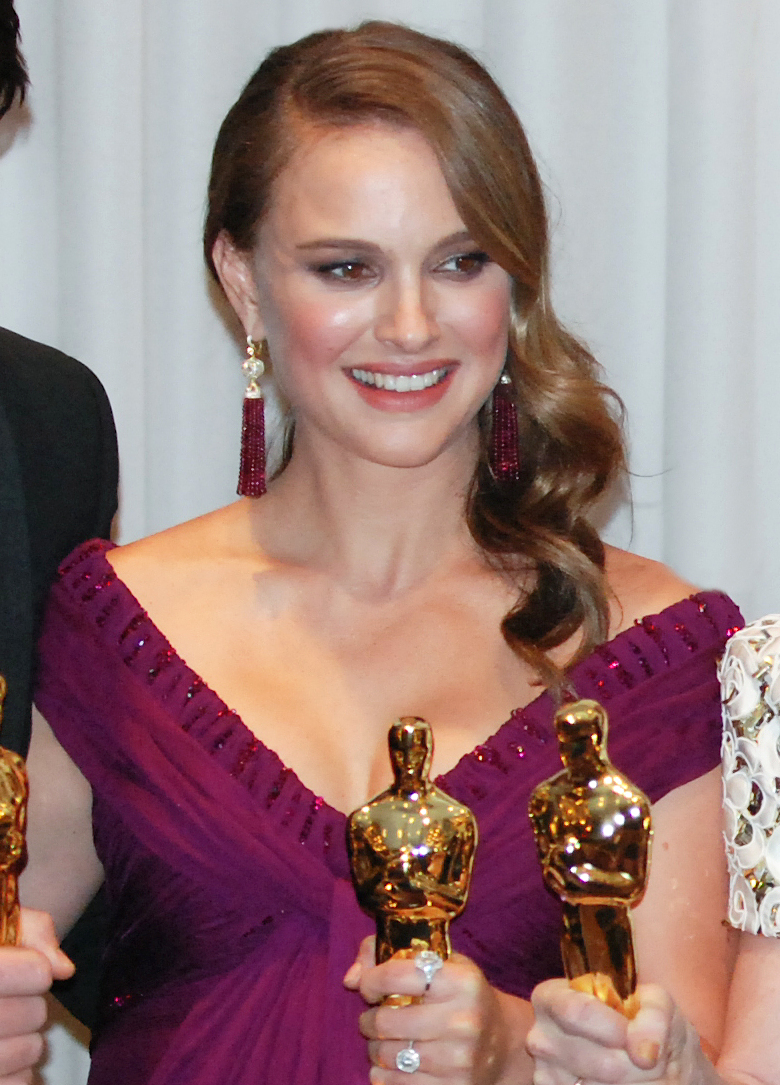
Portman bei der Oscarverleihung 2011

Natalie Portman erhielt für ihre schauspielerischen Leistungen diverse Nominierungen und Auszeichnungen der unterschiedlichsten Preisverleihungen. Die folgende Auflistung zeigt die bekanntesten Preise auf.
Oscar
- 2005: Nominierung in der Kategorie Beste Nebendarstellerin für Hautnah
- 2011: Auszeichnung in der Kategorie Beste Hauptdarstellerin für Black Swan
- 2017: Nominierung in der Kategorie Beste Hauptdarstellerin für Jackie: Die First Lady

Golden Globe Award
- 2000: Nominierung in der Kategorie Beste Nebendarstellerin für Überall, nur nicht hier
- 2005: Auszeichnung in der Kategorie Beste Nebendarstellerin für Hautnah
- 2011: Auszeichnung in der Kategorie Beste Hauptdarstellerin in einem Drama für Black Swan
- 2017: Nominierung in der Kategorie Beste Hauptdarstellerin in einem Drama für Jackie: Die First Lady
- 2024: Nominierung in der Kategorie Beste Hauptdarstellerin – Komödie oder Musical für May December

British Academy Film Award
- 2005: Nominierung in der Kategorie Beste Nebendarstellerin für Hautnah
- 2011: Auszeichnung in der Kategorie Beste Hauptdarstellerin für Black Swan
- 2017: Nominierung in der Kategorie Beste Hauptdarstellerin für Jackie: Die First Lady

Screen Actors Guild Award
- 2011: Auszeichnung in der Kategorie Beste Hauptdarstellerin für Black Swan
- 2011: Nominierung in der Kategorie Bestes Schauspielensemble für Black Swan
- 2017: Nominierung in der Kategorie Beste Hauptdarstellerin für Jackie: Die First Lady

Goldene Himbeere
- 2000: Nominierung in der Kategorie Schlechteste Filmpaarung (zusammen mit Jake Lloyd) für Star Wars: Episode I – Die dunkle Bedrohung
- 2003: Nominierung in der Kategorie Schlechteste Nebendarstellerin für Star Wars: Episode II – Angriff der Klonkrieger
- 2003: Nominierung in der Kategorie Schlechteste Filmpaarung (zusammen mit Hayden Christensen) für Star Wars: Episode II – Angriff der Klonkrieger